# Senegalia tenuifolia
Espèce
Synonymes
- Acacia claussenii Benth.[2]
- Acacia grandisiliqua (Vell.) Benth.[2]
- Acacia martinicensis C.Presl[2]
- Acacia paniculata Willd.[2]
- Acacia tenuifolia var. tenuifolia[2]
- Acacia tenuifolia (L.) Willd.[3]
- Manganaroa paniculata (Willd.) Speg.[2]
- Mimosa grandisiliqua Vell.[2]
- Mimosa paniculata (Willd.) Poir.[2]
- Mimosa tenuifolia L.[2] [3]
- Senegalia paniculata (Willd.) Killip[2]
- Senegalia tenuifolia (L.) Britton & Rose[2]

Répartition géographique
Senegalia tenuifolia est une espèce de plantes à fleurs de la famille des Fabacées. C'est un arbre trouvé en Amérique centrale et Amérique du Sud.

## Description
C'est un arbre.

## Répartition
La plante est trouvée en Amérique centrale et Amérique du Sud

## Liste des variétés
Selon Catalogue of Life (24 février 2018) :
- variété Senegalia tenuifolia var. producta (J.W.Grimes) Seigler & Ebinger
- variété Senegalia tenuifolia var. tenuifolia